# Lenoxx Phommara
Lenoxx-Jeronimo Phommara (* 25. November 2006 in Zürich) ist ein Schweizer Motorradrennfahrer.

## Karriere
Lenoxx Phommara wurde als älteres von zwei Kindern von Sergio (* 1983) und Anna «Nanschi» Phommara (1982–2022) geboren. Sein jüngerer Bruder Levin (* 2008) ist ebenfalls Motorradrennfahrer.
2021 debütierte Phommara im Northern Talent Cup für das Team seines Vaters und wurde dabei mit zwei Podestplätzen auf Anhieb Gesamtsiebter. Aus diesem Grund war ein Wechsel in den Red Bull MotoGP Rookies Cup 2022 realistisch, der schlussendlich aber scheiterte.
2022 fuhr der Zürcher abermals im Northern Talent Cup. Er gewann das erste Rennen in Oschersleben und beendete die Saison  mit Gesamtrang acht um einen Platz schlechter als im Vorjahr. Zudem startete sein Bruder Levin als sein Teamkollege ebenfalls im Northern Talent Cup und wurde mit drei Punkten 26. des Klassements. Die Saison wurde für die Brüder durch zwei private Schickssalschläge überschattet. Im Februar verunglückte der mit ihnen befreundete Tscheche Jakub Gurecký, der amtierende Gesamtsieger des Northern Talent Cups, der zudem im Rookies Cup hätte debütieren sollen, bei einer Testfahrt tödlich. Im Oktober starb ihre Mutter im Alter von 39 Jahren an einer Krebserkrankung. Seitdem ist sie auf Lennox Phommaras Helm verewigt.
2023 startete Lenoxx Phommara in seine dritte Saison im Northern Talent Cup. Beim Saisonauftakt auf dem TT Circuit Assen wurde Phommara hinter seinem Bruder Levin, der das von Regen gezeichnete Rennen eins überlegen gewann, und Jurrien van Crugten Dritter. Das zweite Rennen gewann er. Auf dem Sachsenring verlor Phommara im ersten Lauf die Gesamtführung an Rocco Sessler und gewann sie mit dem Sieg im zweiten Rennen wieder zurück. Auch in Oschersleben gewann Sessler das erste, Phommara das zweite Rennen, Zweiter wurde jeweils der andere der beiden. Das vierte Rennen fand wieder auf dem Sachsenring statt, diesmal im Rahmen des Großen Preises von Deutschland. Phommara wurde im ersten Rennen Zweiter hinter Martin Vincze und verteidigte somit erstmals seine Gesamtführung. Im zweiten Rennen schied er unverschuldet aus, während Sessler gewann und die Gesamtführung zurückeroberte. Die beiden Rennen im Autodrom Most wurden jeweils von Sesslers Teamkollegen Julius Ahrenkiel-Frellsen gewonnen, während Phommara beide Male Dritter wurde. An diesem Rennwochenende holte der Schweizer einen Punkt auf Sessler auf und lag noch vier Punkte hinter ihm. Im vorletzten Wochenende auf dem Red Bull Ring gewann Phommara das erste Rennen, während Sessler 14. wurde, was eine 19-Punkte-Führung mit drei verbleibenden Rennen für den Schweizer bedeutete. Im zweiten Rennen wurde der Deutsche Zweiter hinter Ahrenkiel, Phommara Dritter. Dies bedeutete 15 Punkte Abstand zwischen den beiden Titelkandidaten fürs Finale auf dem Hockenheimring. Im ersten Rennen duellierten sich die Titelkandidaten um den Sieg. Dabei unterlief Phommara ein gravierender Fehler, als er nach der letzten Kurve, der Südkurve, stürzte, während Sessler gewann. Für den Deutschen bedeutete dies zehn Punkte Vorsprung mit einem verbliebenen Rennen. Phommara gewann dieses Rennen und Sessler wurde hinter Wildcard-Starter Tobias Kitzbichler Dritter, was für den Titel genügte. Dadurch erhielt Sessler einen Startplatz im Red Bull MotoGP Rookies Cup ohne Vorqualifikation, an der Phommara auch zum dritten Jahr in Folge scheiterte.
Dennoch erhielt der Zürcher einen Startplatz für den Red Bull MotoGP Rookies Cup 2024 und fuhr zudem für MTA Racing in der JuniorGP. Er wurde mit fünf Punkten Gesamt-26. und damit Letzter im Rookies Cup und in der JuniorGP mit sieben Punkten ebenfalls 26., dort jedoch nicht Letzter.
2025 verbleibt Phommara in beiden Serien. Beim Großen Preis von Deutschland debütierte Phommara in der Moto3-Klasse der Motorrad-Weltmeisterschaft im Team SIC58 Squadra Corse als Ersatz für den verletzten Luca Lunetta und beendete das Rennen auf Platz 17.

## Statistik

### In der Motorrad-Weltmeisterschaft
(Stand: Großer Preis von Tschechien, 20. Juli 2025)
| Saison | Klasse | Team                | Motorrad | Rennen | Siege | Zweiter | Dritter | Poles | Schn. Runden | Punkte | Ergebnis |
| ------ | ------ | ------------------- | -------- | ------ | ----- | ------- | ------- | ----- | ------------ | ------ | -------- |
| 2025   | Moto3  | SIC58 Squadra Corse | Honda    | 2      | –     | –       | –       | –     | –            | 0      | 32.      |
| Gesamt | Gesamt | Gesamt              | Gesamt   | 2      | 0     | 0       | 0       | 0     | 0            | 0      |          |

Einzelergebnisse
| Saison | 1        | 2           | 3         | 4     | 5       | 6          | 7                      | 8         | 9       | 10          | 11          | 12         | 13         | 14     | 15         | 16         | 17    | 18         | 19         | 20       | 21       | 22       |
| ------ | -------- | ----------- | --------- | ----- | ------- | ---------- | ---------------------- | --------- | ------- | ----------- | ----------- | ---------- | ---------- | ------ | ---------- | ---------- | ----- | ---------- | ---------- | -------- | -------- | -------- |
| 2025   | Thailand | Argentinien | USA-Texas | Katar | Spanien | Frankreich | Vereinigtes Konigreich | Aragonien | Italien | Niederlande | Deutschland | Tschechien | Osterreich | Ungarn | Katalonien | San Marino | Japan | Indonesien | Australien | Malaysia | Portugal | Valencia |
| 2025   |          |             |           |       |         |            |                        |           |         |             | 17          | DNF        |            |        |            |            |       |            |            |          |          |          |

| Legende  | Legende            | Legende                                                          |
| Farbe    | Abkürzung          | Bedeutung                                                        |
| -------- | ------------------ | ---------------------------------------------------------------- |
| Gold     | –                  | Sieg                                                             |
| Silber   | –                  | 2. Platz                                                         |
| Bronze   | –                  | 3. Platz                                                         |
| Grün     | –                  | Platzierung in den Punkten                                       |
| Blau     | –                  | Klassifiziert außerhalb der Punkteränge                          |
| Violett  | DNF                | Rennen nicht beendet (did not finish)                            |
| Violett  | NC                 | nicht klassifiziert (not classified)                             |
| Rot      | DNQ                | nicht qualifiziert (did not qualify)                             |
| Rot      | DNPQ               | in Vorqualifikation gescheitert (did not pre-qualify)            |
| Schwarz  | DSQ                | disqualifiziert (disqualified)                                   |
| Weiß     | DNS                | nicht am Start (did not start)                                   |
| Weiß     | WD                 | zurückgezogen (withdrawn)                                        |
| Hellblau | PO                 | nur am Training teilgenommen (practiced only)                    |
| Hellblau | TD                 | Freitags-Testfahrer (test driver)                                |
| ohne     | DNP                | nicht am Training teilgenommen (did not practice)                |
| ohne     | INJ                | verletzt oder krank (injured)                                    |
| ohne     | EX                 | ausgeschlossen (excluded)                                        |
| ohne     | DNA                | nicht erschienen (did not arrive)                                |
| ohne     | C                  | Rennen abgesagt (cancelled)                                      |
| ohne     | keine WM-Teilnahme |                                                                  |
| sonstige | P/fett             | Pole-Position                                                    |
| sonstige | 1/2/3/4/5/6/7/8    | Punktplatzierung im Sprint-/Qualifikationsrennen                 |
| sonstige | SR/kursiv          | Schnellste Rennrunde                                             |
| sonstige | *                  | nicht im Ziel, aufgrund der zurückgelegten Distanz aber gewertet |
| sonstige | ()                 | Streichresultate                                                 |
| sonstige | unterstrichen      | Führender in der Gesamtwertung                                   |